# Lotus conimbricensis
Lotus conimbricensis är en ärtväxtart som beskrevs av Felix de Silva Avellar Brotero. Enligt Catalogue of Life ingår Lotus conimbricensis i släktet käringtänder och familjen ärtväxter, men enligt Dyntaxa är tillhörigheten istället släktet käringtänder och familjen ärtväxter. Arten förekommer tillfälligt i Sverige, men reproducerar sig inte. Inga underarter finns listade i Catalogue of Life.